# Nordistika
Nordistika je filologicky zaměřený studijní obor zabývající se jak severogermánskými jazyky, tak dějinami a kulturou Skandinávie a ostatních severských zemí Evropy. Někdy bývá ne zcela přesně ztotožňována se skandinavistikou. Nordistické vzdělávací jednotky jsou na dvou místech Česka, a to na Filozofické fakultě Karlovy univerzity a Filozofické fakultě Masarykovy univerzity.

## Historie
O rozvoj české nordistiky se zasloužili například následující akademici, a to především v oblasti didaktiky/popularizace norštiny (jako cizího jazyka): Barbora Grečnerová (roz. Závodská), Zuzana Hlavičková, Miluše Juříčková, Helena Kadečková, Lucie Mikolášková, Daniela Mrázová, Ivana Švejdová-Pinkasová, Barbora Stejskalová, Bohumil Trnka, Eva Valentová, Jarka Vrbová, Klára Dvořáková Winklerová etc.